# 東新津站

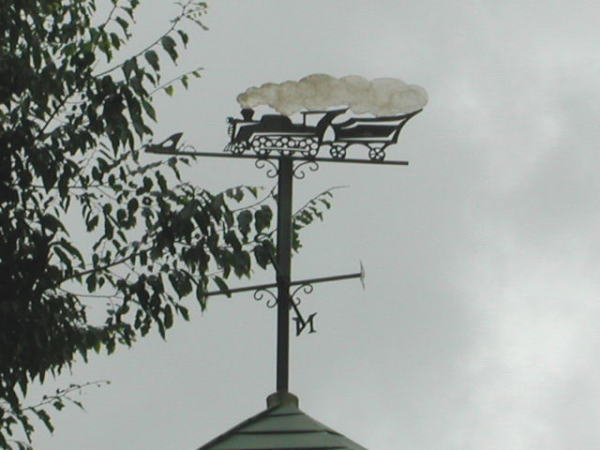
車站大樓屋頂設有SL造型的風向儀

東新津站（日语：／ Higashi-Niitsu eki */?）是位於新潟縣新潟市秋葉區瀧谷町，東日本旅客鐵道（JR東日本）的磐越西線車站。

## 歷史
- 1952年（昭和27年）2月20日：日本國有鐵道車站啟用[1]。
- 1987年（昭和62年）4月1日：伴隨國鐵分割民營化，車站由東日本旅客鐵道（JR東日本）營運[3]。
- 1989年（平成元年）2月18日：月台延長工程完成，在3月9日起開始使用[4]。
- 2001年 （平成13年）1月24日 ：現時車站大樓翻新[2] 。
- 2008年（平成20年）3月15日：新潟近郊區間擴大，此站開始可以使用IC卡「Suica」[5]。

## 車站構造
此站是地面車站，設有1面1線的單式月台。
此站是由新津站管理的無人車站。車站大樓內設有候車室、簡易Suica閘機（入閘和出閘用各1台）、乘車站證明票發行機和廁所（濕廁）。
車站大樓屋頂上面設有蒸氣機車模樣的風向儀。

## 使用狀況
根據「新潟市統計書」，以下為2010年度（平成22年度）前的一年總乘車人次變化。另外，在新潟市合併前的2004年度（平成16年度）以前的數據沒有公布。
| 乘車人次變化       | 乘車人次變化                | 乘車人次變化 |
| 年度               | 一年總乘車人次 (單位：千人) | 參考資料     |
| ------------------ | --------------------------- | ------------ |
| 2005年（平成17年） | 77                          | [ 6 ]        |
| 2006年（平成18年） | 72                          | [ 6 ]        |
| 2007年（平成19年） | 74                          | [ 6 ]        |
| 2008年（平成20年） | 80                          | [ 6 ]        |
| 2009年（平成21年） | 81                          | [ 6 ]        |
| 2010年（平成22年） | 81                          | [ 6 ]        |

此站是無人車站，由於不能準確計算售票資料，因此2011年度（平成23年度）後沒有發表乘車人次數據。

## 車站周邊
車站位於新潟市秋葉區，新津中心東南的山丘地。曾經車站附近設有許多油田和煉油廠。在1970年代起開始變成住宅區。站前設有溫泉設施，該處原本是製油所煉油廠。
- 秋葉溫泉 花水 （页面存档备份，存于）（日語）
- 新津瀧谷郵局
- 秋葉公園
- 新潟縣立新津高等學校（日语：新潟県立新津高等学校）
- 新潟縣道7號新津村松線（日语：新潟県道7号新津村松線）

## 巴士路線
從車站步行約3分鐘的市道上設有新潟交通觀光巴士的巴士站。另外，在市道上只有往新津市區方向的巴士站。
- 瀧谷巴士站（新津方向）
  - 經秋葉一丁目　前往新津站

對面前往五泉市方向的巴士站位於車站後方側（北邊）的縣道上。從站前需要經過平交道才能到達該巴士站，需要約5分鐘。
- 瀧谷巴士站（五泉方向）
  - 經大關　前往五泉營業所

## 相鄰車站
東日本旅客鐵道（JR東日本）
■磐越西線
□快速「阿賀野」
通過
■普通
新關－東新津－新津

## 注腳
1. 1 2 3  . 東日本旅客鐵道.   [2014-10-29]. （原始内容存档于2020-06-26） （日语）.
2. 1 2 3 4 5 6 7 8 9 10 11 12  . 週刊JR全駅・全車両基地 (朝日新聞出版). 2013-08-04, (50): 26 （日语）.
3. ↑  『交通年鑑 昭和63年版』 交通協力會，1988年3月。
4. ↑  『JR東新津駅のホーム延長工事 明後日 待望の完成 使用開始 来月9日から』平成元年2月16日新潟日報下越版
5. ↑   (PDF) (新闻稿). 東日本旅客鉄道. 2007-12-21  [2020-05-29]. （原始内容 (PDF)存档于2016-03-04） （日语）.
6. 1 2   (PDF). 平成23年度統計書. 新潟市. 2012-03  [2019-02-25]. （原始内容 (PDF)存档于2019-02-25） （日语）.

## 外部連結
- 車站資訊（東新津）：東日本旅客鐵道（日語）